# المقاومة السلبية
المقاومة السلبية يعرف هذا الأسلوب في العمل السياسي ايضاً باسم «المقاومة غير العنيفة» وتعتبر مفيدة من قبل اللذين يعتقدون أن الأساليب التقليدية المتبعة من خلال البرلمانات، والتي كثيراً ما تنطوي على إمكان الوصول إلى الأحزاب، بطيئة وغير مؤكدة.
وفي الديمقراطيات التي يسمح فيها بالمظاهرات، فإن العمل المباشر من هذا النوع إذا امكن استدعاء انتباه كاميرات التلفاز وسيلة جيدة لتعبئة الرأي العام، كما أن المقاطعة والإضرابات أمثلة أخرى على اللاعنف الذي له مختلف الدرجات، احداها تحرص على عدم مخالفة القانون، أي: انها ترفض الأضرار بالممتلكات وسد الطرقات السريعة، وفي أقصى الطرف الآخر يوجد أناس يرغبون من خلال استفزاز الشرطة لممارسة العنف إحداث وعي ثوري لدى السكان المسالمين، وبين هذين الطرفين يوجد مواقف عدة، من بينها المسالمون المستعدون للذهاب إلى السجن من أجل تعزيز تصميمهم على النجاح، وتقديم شهيد من أجل قضيتهم.
لقد شاعت المقاومة السلبية كثيراً في نصف القرن السابق من جراء نجاح حملة غاندي في تحقيق استقلال الهند، ثم اعتمدها بعد ذلك مارتن لوثر كينغ في الكفاح الأمريكي من أجل الحقوق المدنية.
وتجدر ملاحظة أنه تم انتصار النضال في كلتا الحالتين ضد حكومات ديمقراطية.